# Calassanç
Calassanç är en ort i Spanien.   Den ligger i provinsen Provincia de Huesca och regionen Aragonien, i den nordöstra delen av landet, 400 km nordost om huvudstaden Madrid. Calassanç ligger 714 meter över havet och antalet invånare är 273.
Terrängen runt Calassanç är huvudsakligen kuperad, men åt sydväst är den platt. Runt Calassanç är det glesbefolkat, med 8 invånare per kvadratkilometer. Närmaste större samhälle är Monzón, 19,2 km sydväst om Calassanç. 